# Klub Sportowy Jastrzębski Węgiel 2015-2016
Questa voce raccoglie le informazioni riguardanti il Klub Sportowy Jastrzębski Węgiel nelle competizioni ufficiali della stagione 2015-2016.

## Organigramma societario
Area direttiva
- Presidente: Zdzisław Grodecki

Area tecnica
- Allenatore: Mark Lebedew
- Allenatore in seconda: Leszek Dejewski

## Rosa
| N° | Nome                   | Ruolo | Data di nascita   | Nazionalità sportiva |
| -- | ---------------------- | ----- | ----------------- | -------------------- |
| 1  | Patryk Strzeżek        | S/O   | 19 novembre 1989  | Polonia              |
| 2  | Maciej Muzaj           | S/O   | 21 maggio 1994    | Polonia              |
| 3  | Jakub Popiwczak        | L     | 16 aprile 1996    | Polonia              |
| 5  | Radosław Gil           | P     | 25 gennaio 1997   | Polonia              |
| 6  | Damian Boruch          | C     | 14 dicembre 1989  | Polonia              |
| 7  | Michal Masný           | P     | 14 agosto 1979    | Slovacchia           |
| 8  | Mateusz Kańczok        | C     | 3 giugno 1993     | Polonia              |
| 9  | Jason DeRocco          | S     | 19 settembre 1989 | Canada               |
| 10 | Toontje van Lankvelt   | S     | 1º luglio 1984    | Canada               |
| 11 | Wojciech Sobala        | C     | 12 maggio 1988    | Polonia              |
| 12 | Konrad Formela         | S     | 8 marzo 1995      | Polonia              |
| 16 | Piotr Hain             | C     | 26 febbraio 1991  | Polonia              |
| 17 | Alexander Shafranovich | S     | 2 aprile 1983     | Israele              |
| 18 | Adrian Mihułka         | L     | 10 luglio 1989    | Polonia              |